# سود ناخالص
سود ناخالص (انگلیسی: Gross profit) در حسابداری، به تفاوت میان درآمد و هزینه‌های ساخت محصول یا ارائه خدمات، قبل از کسر هزینه‌های؛ حقوق و دستمزد، مالیات، و بهره اطلاق می‌گردد. سود ناخالص با سود عملیاتی و سود قبل از بهره و مالیات متفاوت می‌باشد. به‌طور کلی درآمد شرکت منهای بهای تمام شده کالای فروش رفته، سود ناخالص گفته می‌شود؛ اما در مبحث حسابداری شخصی، سود ناخالص اشاره به درآمد شخصی کل فرد، قبل از حساب کردن مالیات و سایر کسورات دارد.